# Грушеватка (Пятихатский район)
Грушеватка (укр. Грушуватка) — село,
Грушеватский сельский совет,
Пятихатский район,
Днепропетровская область,
Украина.
Код КОАТУУ — 1224581201. Население по переписи 2001 года составляло 979 человек .
Является административным центром Грушеватского сельского совета, в который, кроме того, входят сёла
Красноивановка,
Нерудсталь,
Семеновка и
Цевки.

## Географическое положение
Село Грушеватка находится в 2,5 км от правого берега реки Саксагань,
По селу протекает пересыхающий ручей с запрудами,
выше по течению которого примыкает село Красноивановка,
ниже по течению на расстоянии в 0,5 км расположено село Саксагань.
Рядом проходят автомобильная дорога М-04 (E 50) и
отдельная железнодорожная ветка, станция Красноивановка.

## История
- 1744 год — первое упоминание о селе Грушеватка.

## Экономика
- ЧХ «Белая крыниця».

## Объекты социальной сферы
- Детский сад.
- Фельдшерско пункт.
- публичная сельская библиотека - филиал № 6 Пятихатской ЦБС